# Mary Chipperfield
Mary Rose Cawley; de soltera Chipperfield, (Londres, 26 de noviembre de 1938 - 30 de noviembre de 2014) fue una artista y empresaria de circo británica de la década de 1970 que se especializó en espectáculos con chimpancés. También era conocida como entrenadora de animales, que luego aparecían en producciones de la BBC y en la película de 1967 Doctor Dolittle. Más adelante fue condenada por maltrato animal.

## Trayectoria
Nació el 26 de noviembre de 1937 en una caravana de circo en Kentish Town en Londres. Era hija de Rose Purchase (1912–2006) y de Jimmy Chipperfield. La familia Purchase tenía una larga trayectoria de espectáculos con animales itinerantes y el apellido Chipperfield se vincula  a la actuación con animales y al mundo del espectáculo desde 1684. Su madre tenía un espectáculos con varios leones. Los espectáculos de sus padres se fusionaron después de que la pareja se casó en 1935. En aquel momento, el circo de Chipperfield estaba dirigido por su abuelo Jimmy y posteriormente el control pasó a su tío mayor. A principios de la década de 1930 el circo de la familia Chipperfield comenzó a consolidarse en el negocio del circo tradicional y se convirtió en uno de los circos itinerantes más grandes de Europa.
Chipperfield empezó a montar a caballo en el circo a los diez años, más tarde dejó brevemente la pista para competir en saltos de obstáculos con diecisiete años, y dos años después, regresó al circo para presentar sus espectáculo de caballos en libertad. Se casó con Roger Cawley, quien había sido gerente del circo Bertram Mills, y que posteriormente se incorporó al negocio de su padre.
En 1955, su padre se distanció del circo familiar y, tras pasar un breve período dedicado a la agricultura y a la gestión de otros espectáculos, junto a Chipperfield comenzaron a entrenar animales para trabajos cinematográficos y para otros circos. En 1961, su padre fundó el Jardín Zoológico de Southampton en Southampton Common y Chipperfield lo utilizó como base para domesticar a animales salvajes y entrenarles para papeles en películas y para su propio circo.
Durante la década de 1960, su padre comenzó a crear parques safari que se recorrían en coche.  Chipperfield y Cawley participaron activamente en la creación del Longleat Safari Park y escribió sobre la creación de este Safari Park y sobre su primer año de funcionamiento en Lions on the Lawn (1971).
Al igual que la BBC mostraba los espectáculos de circo de Billy Smart el día de Navidad durante la década de 1970, la cadena ITV lo hizo con el circo de Chipperfield, teniendo repercusión mediática y apareció en artículos de revistas y reportajes como un reportaje fotográfico en el Anuario de la Princesa Tina de 1971 y una entrevista de Eamonn Andrews en el programa This Is Your Life de la BBC en 1977.
En 1978, el Zoológico de Plymouth, entonces propiedad de Chipperfield, tuvo que cerrar debido a dificultades económicas, y dispuso el traslado de cinco de sus pumas al Parque de Vida Silvestre de Dartmoor, posteriormente conocido como Zoológico de Dartmoor. Sin embargo, tres de ellos, entre los que había una pareja reproductora, eran muy queridos para ella y cuando llegó la jaula tan solo contenía dos pumas, junto con las etiquetas de los otros tres. Chipperfield señaló que los tres habían escapado, pero luego se derrumbó y reconoció que había liberado a los tres en la montaña, en lugar de entregarlos al nuevo parque. Sin embargo, 38 años después, y dos años después de su muerte, Cawley, su viudo, negó estas afirmaciones. La famosa leyenda de la Bestia de Bodmin comenzó casi inmediatamente después de esa supuesta liberación en 1978, y ha persistido con avistamientos ocasionales desde entonces.
Siguió con el negocio familiar bajo la empresa, Mary Chipperfield Promotions Ltd formada por cuatro negocios: Chipperfield Enterprises que se dedicó a entrenar y proporcionar animales para producciones con leones y tigres en circos de todo el mundo; Clubb Chipperfield que se dedicó entrenar y proporcionar animales para circos, publicidad y cine; Chipperfield Organisation Ltd. la empresa internacional dedicada al suministro y transporte de animales; y, Chipperfield Organisation que gestionaba y comercializaba los animales del parque safari Longleat.
Chipperfield y Cawley tuvieron un hijo, David, y una hija, Suzanne, que también se dedicó al entrenamiento de animales.
Murió el 30 de noviembre de 2014, a la edad de 77 años.

## Reconocimientos
En 1980, el Príncipe Rainiero la coronó como La Dame du Cirque en el Festival Internacional de Circo de Montecarlo.

## Condena por crueldad animal
En abril de 1998, la policía embargó a una cría de chimpancé llamada Trudy y la llevó al santuario Monkey World, tras haber sido pateada y golpeada repetidamente y haber sido obligada a dormir en una pequeña caja.  En 1999, Chipperfield y Cawley fueron acusados de trato cruel a algunos animales en su circo, tras la infiltración y documentación de activistas del grupo Defensores de los Animales. Fueron declarados culpables de doce cargos de crueldad animal y multada con £8.500. Muchos activistas, incluidos los Defensores de los Animales, que llevaron su maltrato animal ante el Tribunal Supremo, consideraban que la sentencia era demasiado leve y que debería haber prohibido a Chipperfield y Cawley tener animales de por vida. Este juicio es uno de los casos legales más importante contra el maltrato animal en el circo.  Sin embargo, la pareja continuó entrenando animales y presentándolos en circos hasta 2006.